# Anthony Kiedis
Anthony Kiedis (*1. listopadu 1962, Grand Rapids, Michigan, USA) je americký zpěvák skupiny Red Hot Chili Peppers. On a jeho nejlepší přítel Michael Flea Balzary založili tuto kalifornskou funkrockovou skupinu v roce 1983. Jejich první písničkou byla Out in L.A. Nazpíval ji Anthony (nespal celou noc, aby píseň nazpíval – chtěl překvapit zbytek kapely). Kiedis je známý svým energickým projevem při živých vystoupeních a také jako autor mírně tajemných textů této světoznámé skupiny. Měl během hudební kariéry, stejně jako jeho spoluhráči, velké problémy s drogami. Už od dvanácti let kouřil marihuanu, později se přidaly i další drogy. Bral kokain i heroin. Poté, co zemřel jeho přítel a kytarista skupiny Hillel Slovak, s drogami na pět a půl roku přestal. Úplně přestal s drogami na konci roku 2000. V roce 2004 pak vydal své velmi naturalistické memoáry s názvem Scar Tissue. O panictví přišel asi ve 12 letech s otcovou 18letou přítelkyní, jak sám v jednom rozhovoru prý uvedl, zdědil po otci chuť ochutnat všechny holky na světě. Až do nedávna stál jeho otec v čele fanklubu RHCP.
2. října 2007 se Anthonymu narodil syn Everly Bear. Matkou je dnes jeho bývalá přítelkyně, modelka Heather Christie.

## Vzhled
Anthony měl po velkou část své kariéry dlouhé hnědé vlasy, zhruba nad zadek. Během nahrávání Californication si je ostříhal a obarvil na blond, poté si je nechal opět narůst po ramena. V současné době[kdy?] má krátké vlasy s patkou a knír.